# خیزش ججو

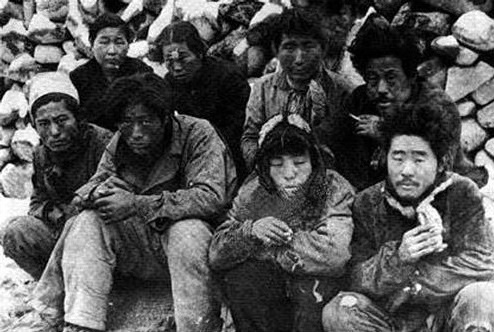
ساکنان ججو در صف اعدام در اواخر ۱۹۴۸

خیزش ججو که در کره جنوبی به عنوان حادثه ۳ آوریل ججو (کره‌ای: 제주 ۴·۳ 사건) شناخته می‌شود یک قیام در جزیره ججو از آوریل ۱۹۴۸ تا مه ۱۹۴۹ بود. ساکنان ججو که مخالف تقسیم کره بودند، در اعتراض بودند و از سال ۱۹۴۷ در اعتصاب سراسری علیه انتخابات‌هایی که کمیسیون موقت سازمان ملل متحد در مورد کره (UNTCOK) برنامه داشت فقط در قلمرو تحت کنترل دولت نظامی ارتش ایالات متحده برگزار شود، شرکت نکردند. حزب کارگران کره جنوبی (WPSK) و حامیانش در آوریل ۱۹۴۸ شورش را آغاز کردند. آن‌ها به پلیس حمله کردند و اعضای اتحادیه جوانان شمال غرب مستقر در ججو بسیج شدند تا اعتراضات را با خشونت سرکوب کنند. جمهوری اول کره تحت ریاست جمهوری ایسونگمن ری، سرکوب شورش را از اوت ۱۹۴۸ تشدید، در نوامبر حکومت نظامی اعلام و در مارس ۱۹۴۹ «کمپین ریشه‌کنی» را علیه نیروهای شورشی در مناطق روستایی ججو آغاز کرد و آن‌ها را در دو ماه شکست داد. بسیاری از کهنه سربازان شورشی و مظنون به همدردی بعداً با شروع جنگ کره در ژوئن ۱۹۵۰ کشته شدند و وجود خیزش ججو رسماً برای چندین دهه در کره جنوبی سانسور و سرکوب شد.
خیزش ججو به خاطر خشونت شدیدش قابل توجه بود. بین ۱۴ تا ۳۰ هزار نفر (۱۰ درصد جمعیت ججو) کشته شدند و ۴۰ هزار نفر به ژاپن گریختند. جنایات جنگی توسط هر دو طرف انجام شد، اما مورخان خاطرنشان کرده‌اند که روش‌های مورد استفاده دولت کره جنوبی برای سرکوب معترضان و شورشیان بسیار ظالمانه بود. برخی از مورخان و پژوهشگران قیام ججو را آغاز واقعی جنگ کره می‌دانند.
در سال ۲۰۰۶، تقریباً ۶۰ سال پس از قیام ججو، دولت کره جنوبی به خاطر نقش خود در این قتل عذرخواهی کرد و وعده غرامت داد. در سال ۲۰۱۹، پلیس و وزارت دفاع کره جنوبی برای اولین بار برای کشتار عذرخواهی کردند.